# Cheloctonus
Genre
Cheloctonus est un genre de scorpions de la famille des Hormuridae.

## Distribution
Les espèces de ce genre se rencontrent dans le Sud de l'Afrique.

## Liste des espèces
Selon The Scorpion Files (04/06/2022) :
- Cheloctonus anthracinus Pocock, 1899
- Cheloctonus crassimanus (Pocock, 1896)
- Cheloctonus glaber Kraepelin, 1896
- Cheloctonus intermedius Hewitt, 1912
- Cheloctonus jonesii Pocock, 1892
- Cheloctonus kakongo  Lourenco, 2022

## Publication originale
- Pocock, 1892 : « Descriptions of two new genera of scorpions, with notes upon some species of Palamnaeus. » Annals and Magazine of Natural History, sér. 6, vol. 9, p. 38–49 (texte intégral).